# Dunama
Dunama is een geslacht van vlinders uit de familie van de tandvlinders (Notodontidae). De wetenschappelijke naam van het geslacht is voor het eerst geldig gepubliceerd in 1912 door William Schaus. E.L. Todd publiceerde in 1976 een revisie van het geslacht.
Het zijn kleine tot middelgrote motten, bruin van kleur met een op boomschors lijkende tekening. Het geslacht komt voor in het Neotropisch gebied van Mexico tot het Amazonegebied van Brazilië. De typesoort Dunama angulinea komt voor in Costa Rica. Voor zover bekend voeden de rupsen zich op eenzaadlobbige planten.

## Soorten[2][3]
- Dunama angulinea Schaus, 1912
- Dunama biosise Chacón, 2013
- Dunama claricentrata (Dognin, 1916)
- Dunama indereci Chacón, 2013
- Dunama janecoxae Chacón, 2013
- Dunama janewaldronae Chacón, 2013
- Dunama jessiebancroftae Chacón, 2013
- Dunama jessiebarronae Chacón, 2013
- Dunama jessiehillae Chacón, 2013
- Dunama mattonii Miller, 2011
- Dunama mexicana Todd, 1976
- Dunama ravistriata Todd, 1976
- Dunama tuna (Schaus, 1901)